# Ullibarri de los Olleros
Pour les articles homonymes, voir Ullibarri.
Ullibarri de los Olleros en espagnol ou Uribarri Nagusia en basque est une commune ou une contrée appartenant à la municipalité de Vitoria-Gasteiz dans la province d'Alava, située dans la Communauté autonome basque en Espagne.

## Démographie
| 2000 | 2001 | 2002 | 2003 | 2004 | 2005 | 2006 | 2007 |
| ---- | ---- | ---- | ---- | ---- | ---- | ---- | ---- |
| 48   | 55   | 58   | 60   | 62   | 57   | 56   | 54   |

## Voir également
- Liste des municipalités de la province d'Alava